# Parafia św. Jana Gwalberta w Cheektowaga
Parafia św. Jana Gwalberta w Cheektowaga (ang. St. John Gualbert Parish) – parafia rzymskokatolicka położona w Cheektowaga, w stanie Nowy Jork, Stany Zjednoczone.
Jest ona wieloetniczną parafią w diecezji Buffalo, z mszą św. w j. polskim dla polskich imigrantów.
Ustanowiona w 1917 roku i dedykowana św. Janowi Gwalbertowi.
Od stycznia 1918 do 1945 proboszczem parafii był ks. Piotr Adamski.

## Szkoły
- St. John Kolbe Catholic School